# آگاموتو
آگاموتو (به انگلیسی: Agamotto) یک شخصیت تخیلی و ابرقهرمانانه در کتاب‌های کامیک می‌باشد. این کاراکتر در قصه‌های عجیب شماره ۱۱۵ام معرفی شد.
جدا از کتاب‌های کامیک، شرکت مارول از آگاموتو در دیگر کالاهای خود از جمله پوشاک، اسباب‌بازی، ورق بازی، انیمیشن‌های تلویزیونی و بازی‌های رایانه‌ای استفاده کرده است.
این شخصیت بیشتر به خاطر آن معروف است که منبع چشم آگاموتو - یک ابزار روشن‌بینی جادویی که دکتر استرنج از آن استفاده می‌کند- می‌باشد.
آگاموتو پدر هنرهای عرفانی است.